# Tensión efectiva

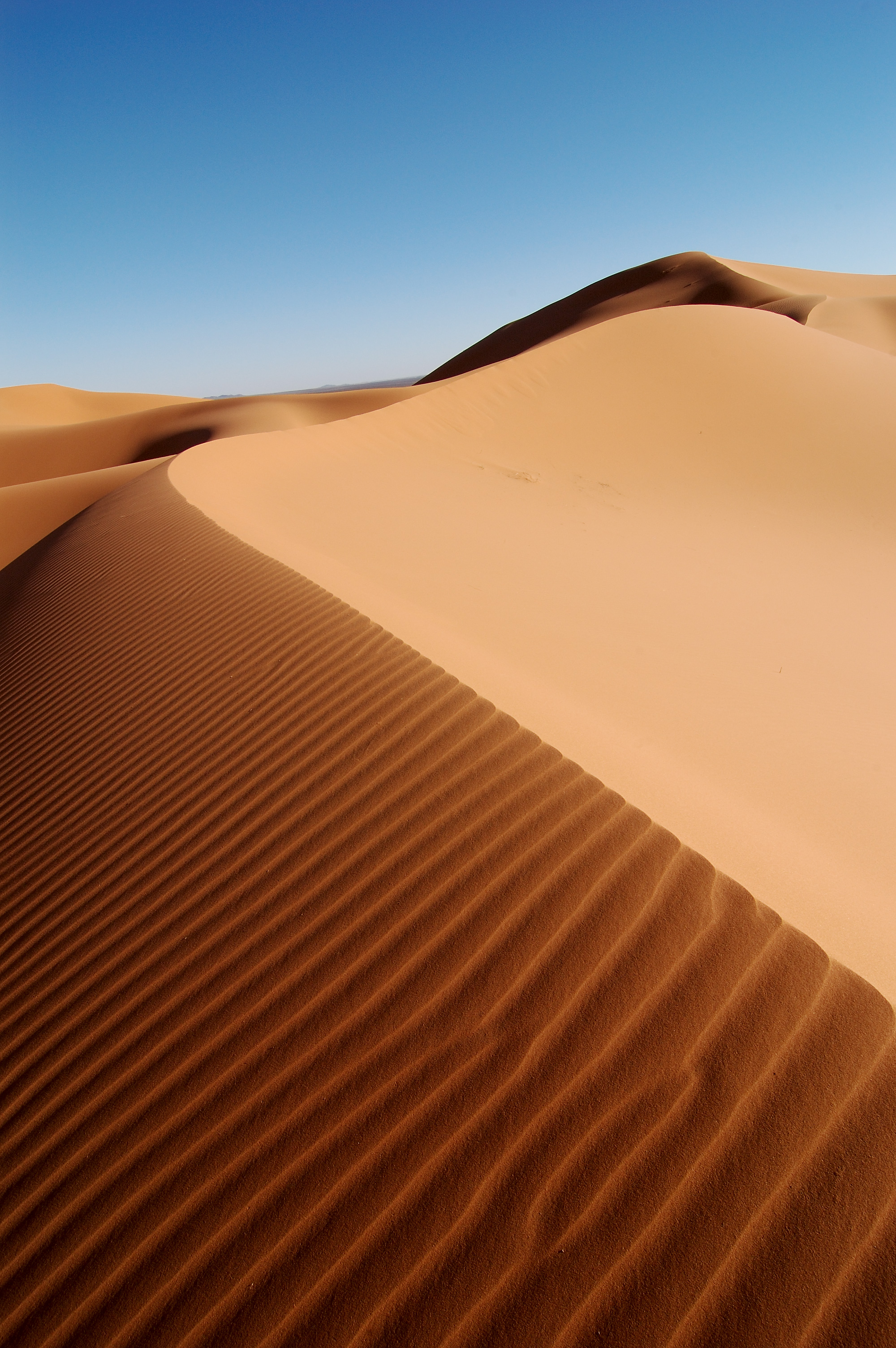
Dunas de arena en Erg Chebbi, Marruecos

Tensión efectiva es la fuerza normal repartida por unidad de área que se transmite de partícula a partícula en un agregado de partículas o rocas. Se puede definir como la tensión, según la tensión aplicada σij y la presión de los poros p, que controla el comportamiento de tensión o resistencia del suelo y la roca (o un cuerpo poroso genérico) para cualquier valor de presión de poro o, en otros términos, la tensión que se aplica sobre un cuerpo poroso seco (es decir, en p = 0) proporciona el mismo comportamiento de tensión o fuerza que se observa en p ≠ 0. Se aplica fundamentalmente en materiales geológicos compuestos por partículas aunque el concepto es válido para cualquier material poroso. 
La tensión efectiva es la responsable, por ejemplo, de que el agua escape de la arena mojada al presionarla. La tensión efectiva entre los granos de arena aumenta expulsando el agua en su interior. El estudio de la tensión efectiva en el suelo es básico para comprender la estabilidad de taludes, el asiento de una estructura o la licuefacción de un suelo, especialmente durante un terremoto.

## Discusión técnica
Karl von Terzaghi fue el primero en proponer una fórmula para la tensión efectiva en 1936. Para él, el término "efectiva" daba entender la tensión calculada que era efectiva en suelos que se movían o que causaban desplazamientos. Esta tensión representaba la media de la tensión soportada por el esqueleto del suelo.
La tensión efectiva (σ') que actúa en un suelo se calcula a partir de 2 parámetros, tensión total (σ) y tensión intersticial o presión de los poros de agua (u) de acuerdo con la siguiente fórmula:
{\displaystyle \sigma '=\sigma -u\,}
Habitualmente, para ejemplos simples
{\displaystyle {\begin{aligned}\sigma &=H_{suelo}\gamma _{suelo}\\u&=H_{w}\gamma _{w}\end{aligned}}}